# إدوين هاندلي
إدوين هاندلي (بالإنجليزية: Edwin Handley)‏ (1806 - 2 مايو 1843) هو لاعب كريكت بريطاني (وحمل سابقاً جنسية المملكة المتحدة لبريطانيا العظمى وأيرلندا).